# Rodica Braga
Rodica Braga (n. 28 iunie 1938, Alba Iulia, Alba, România – d. 18 august 2022, Sibiu, România) a fost o scriitoare română.

## Biografie
S-a născut la Alba Iulia în familia brutarului Traian Besoiu, iar mama, Rafila, a fost tehnician dentar. În perioada 1945-1955 a urmat cursurile Școlii elementare (1945-1952) și pe cele ale Liceului de fete (1952-1955) din Alba Iulia.
A absolvit cursurile Facultății de Filologie a Universității „Babeș-Bolyai” din Cluj, iar după absolvirea acesteia, în perioada 1960-1967 a fost profesoară de limba și literatura română și bibliograf la biblioteca Institutului Pedagogic din Baia Mare. În anul 1970 s-a stabilit la Sibiu, iar în anul 1979 a devenit membru al Uniunii Scriitorilor din România - Filiala Sibiu. A fost căsătorită cu criticul și istoricul literar Mircea Braga, iar împreună au avut doi copii Corin Braga și Marian Braga. 
Rodica Braga a debutat literar în anul 1971, în revista Tribuna, iar în anul 1972 a debutat editorial cu volumul de schițe și nuvele, Sângele alb al pietrelor.

## Premii literare
- Premiul pentru debut acordat de filiala Sibiu a Uniunii Scriitorilor din România pe anul 1978 pentru romanul Nisipul memoriei;
- Premiul național pentru creație literară pentru copii pe anul 1986, pentru cartea Prietenii lui Arthur;
- Premiul OPERA OMNIA acordat de Uniunea Scriitorilor din România - Filiala Sibiu, pe anul 2005;
- Premiul Cartea Anului 2007 al filialei Sibiu a Uniunii Scriitorilor din România pentru romanul Adagio[6].

## Opera
- Sângele alb al pietrelor, schițe și povestiri, Editura Cartea Românească, București, 1972;
- Nisipul memoriei, roman, Editura Dacia, Cluj-Napoca, 1978;
- Dincolo de dragoste, roman, Editura Eminescu, București, 1979;
- Eternități de o clipă, schițe, Editura Eminescu, București, 1982;
- Singurătatea pământului, roman, Editura Eminescu, București, 1985;
- Prietenii lui Arthur, carte pentru copii, Editura Ion Creangă, București, 1986;
- Commentarius perpetuus, parabole, (în colaborare cu Mircea Ivănescu), Editura Dacia, Cluj-Napoca, 1986;
- Maia, roman, Editura Eminescu, București, 1988;
- Împăratul-vrăjitor sau Poveste cu un lup alb, carte pentru copii, Editura Transilvania, Sibiu, 1990;
- Ce povestesc icoanele, Editura Transilvania, Sibiu, 1991;
- Fluturele negru, roman, Editura Imago, Sibiu, 1994;
- Neliniștea cuvintelor, versuri, Editura Imago, Sibiu, 1995;
- A doua neliniște, versuri, Editura Imago, Sibiu, 1997;
- Stacojiu, versuri, Sibiu, 2000;
- Și va fi ziua a opta..., roman, Editura Dacia, Cluj-Napoca, 2001;
- Visul bufniței, versuri, Editura Dacia, Cluj-Napoca, 2003;
- Commentarius perpetuus 2, parabole (în colaborare cu Mircea Ivănescu), Editura Imago, Sibiu, 2003;
- Anul 2000, simple exerciții de sinceritate, Editura Dacia, Cluj-Napoca, 2005;
- Făptura de raze, versuri, Editura Imago, Sibiu, 2007;
- Adagio, roman, Editura Dacia, Cluj-Napoca, 2007;
- Senin ca-n ou, versuri, Editura Vinea, Cluj-Napoca, 2009;
- Vară de sidef, roman, Editura Imago, Sibiu, 2010;
- Umbra din cuvânt, versuri, Editura Junimea, Iași, 2013;
- Picătura de arsenic, versuri, Editura eLiteratura, București, 2015;
- Timp în derivă, versuri, Editura Contemporanul, București, 2016;
- Ametist, versuri, Editura Imago, Sibiu, 2017;
- Trupul de fum al zilei, versuri, Editura Ideea Europeană, București, 2018;
- Zgomotul liniștii, versuri, Editura Imago, Sibiu, 2019;
- Sabie de lumină, versuri, Editura Ideea Europeană, București, 2020;
- Poeme în mi bemol, versuri, Editura Limes, Cluj-Napoca, 2021;
- Șoaptele toamnei, versuri, Editura Imago, Sibiu, 2021;
- Azi-noapte, pământul a țipat la mine, versuri, Editura Limes, Cluj-Napoca, 2022;
- Commentarius perpetuus, parabole, I+II (în colaborare cu Mircea Ivănescu), ediție de Corin Braga, Editura Tracus Arte, București, 2023.